# 33ste uitreiking van de Premios Goya
De 33ste uitreiking van de Premios Goya vond plaats in Sevilla op 2 februari 2019. De ceremonie werd uitgezonden op TVE en werd gepresenteerd door Andreu Buenafuente en Silvia Abril.  

## Winnaars en genomineerden
| Beste film | Beste regisseur |
| --- | --- |
| - Campeones - Carmen y Lola - El reino - Entre dos aguas - Todos lo saben | - Rodrigo Sorogoyen — El reino - Javier Fesser — Campeones - Isaki Lacuesta — Entre dos aguas - Asghar Farhadi — Todos lo saben |
| Beste acteur | Beste actrice |
| - Antonio de la Torre — El reino - Javier Gutiérrez — Campeones - Javier Bardem — Todos lo saben - José Coronado — Tu hijo | - Susi Sánchez — La enfermedad del domingo - Najwa Nimri — Quién te cantará - Penélope Cruz — Todos lo saben - Lola Dueñas — Viaje al cuarto de una madre |
| Beste mannelijke bijrol | Beste vrouwelijke bijrol |
| - Luis Zahera — El reino - Juan Margallo — Campeones - Antonio de la Torre — La noche de 12 años - Eduard Fernández — Todos lo saben | - Carolina Yuste — Carmen y Lola - Anna Castillo — Viaje al cuarto de una madre - Ana Wagener — El reino - Natalia de Molina — Quién te cantará |
| Beste debuterend acteur | Beste debuterend actrice |
| - Jesús Vidal — Campeones - Moreno Borja — Carmen y Lola - Francisco Reyes — El reino - Carlos Acosta — Yuli | - Eva Llorach — Quién te cantará - Gloria Ramos — Campeones - Rosy Rodríguez — Carmen y Lola - Zaira Romero — Carmen y Lola |
| Beste origineel scenario | Beste bewerkt scenario |
| - El reino — Isabel Peña, Rodrigo Sorogoyen - Campeones — David Marqués, Javier Fesser - Carmen y Lola — Arantxa Echevarría - Todos lo saben — Asghar Farhadi                                                                           | - La noche de 12 años — Álvaro Brechner - Jefe — Marta Sofía Martins, Natxo López - Superlópez — Borja Cobeaga, Diego San José Castellano - Yuli — Paul Laverty |
| Beste Ibero-Amerikaanse film | Beste Europese film |
| - Roma — Mexico - El Ángel — Argentinië - La noche de 12 años — Uruguay - Los perros — Chili | - Zimna wojna — Paweł Pawlikowski - Phantom Thread — Paul Thomas Anderson - Girl — Lukas Dhont - The Party — Sally Potter |
| Beste debuterend regisseur | Beste animatiefilm |
| - Arantxa Echevarría — Carmen y Lola - Andrea Jaurrieta — Ana de día - Cesar Esteban Alenda, José Esteban Alenda — Sin fín - Celia Rico — Viaje al cuarto de una madre                                                                  | - Un día más con vida - Azahar - Bikes The Movie - Memorias de un hombre en pijama |
| Beste camerawerk | Beste montage |
| - La sombra de la ley — Josu Incháustegui - El reino — Alejandro de Pablo - Quién te cantará — Eduard Grau - Yuli — Álex Catalán | - El reino — Alberto del Campo - Campeones — Javier Fesser - Todos lo saben — Hayedeh Safiyari - Viaje al cuarto de una madre — Fernando Franco |
| Beste artdirector | Beste productiemanager |
| - La sombra de la ley — Juan Pedro de Gaspar - El fotógrafo de Mauthausen — Rosa Ros - The Man Who Killed Don Quixote — Benjamín Fernández - Superlópez — Balter Gallart                                                                | - The Man Who Killed Don Quixote — Yousaf Bokhari - Campeones — Luis Fernández Lago - El fotógrafo de Mauthausen — Eduard Vallès, Hanga Kurucz - El reino — Iñaki Ros |
| Beste geluid | Beste speciale effecten |
| - El reino — Roberto Fernández, Alfonso Raposo - Campeones — Arman Ciudad, Charly Schmukler, Alfonso Raposo - Quién te cantará — Daniel de Zayas, Eduardo Castro, Mario González - Yuli — Eva Valiño, Pelayo Gutiérrez, Alberto Ovejero | - Superlópez — Lluís Rivera, Laura Pedro - El reino — Óscar Abades, Helmuth Barnert - Errementari (El herrero y el Diablo) — Jon Serrano, David Heras - La sombra de la ley — Lluís Rivera, Félix Bergés                                                                    |
| Beste kostuums | Beste grime en haarstijl |
| - La sombra de la ley — Clara Bilbao - El fotógrafo de Mauthausen — Mercè Paloma - The Man Who Killed Don Quixote — Lena Mossum - Quién te cantará — Ana López Cobos                                                                    | - The Man Who Killed Don Quixote — Sylvie Imbert, Amparo Sánchez, Pablo Perona - El fotógrafo de Mauthausen — Caitlin Acheson, Jesús Martos, Pablo Perona - La sombra de la ley — Raquel Fidalgo, Noé Montes, Alberto Hortas - Quién te cantará — Rafael Mora, Anabel Beato |
| Beste filmmuziek | Beste origineel nummer |
| - El reino — Olivier Arson - En las estrellas — Iván Palomares - La sombra de la ley — Manuel Riveiro, Xavi Font - Yuli — Alberto Iglesias                                                                                              | - Campeones — Coque Malla ("Este es el momento") - Carmen y Lola — Paco de la Rosa ("Me vas a extrañar") - The Man Who Killed Don Quixote — Roque Baños, Tessy Diez ("Tarde azul de abril") - Todos lo saben — Javier Limón ("Una de esas noches sin final")                |
| Beste korte film | Beste korte animatiefilm |
| - Cerdita — Carlota Pereda - 9 pasos — Marisa Crespo, Moisés Romera - Bailaora — Rubin Stein - El niño que quería volar — Jorge Muriel - Matria — Álvaro Gago                                                                           | - Cazatalentos — José Herrera - El olvido — Cristina Vaello y Xenia Grey - I Wish... — Víctor L. Pinel - Soy una tumba — Khris Cembe |
| Beste documentaire | Beste korte documentaire |
| - El silencio de otros - Apuntes para una película de atracos - Camarón: flamenco y revolución - Desenterrando Sad Hill | - Gaza — Carles Bover Martínez, Julio Pérez del Campo - El tesoro — Marisa Lafuente, Néstor Del Castillo - Kyoko — Joan Bover, Marcos Cabotá - Wan Xia. La última luz del atardecer — Silvia Rey Canudo                                                                     |
| Ere-Goya | |
| Narciso ‘Chicho’ Ibañez Serrador | |

## Prijzen per film
| Film                           | Nominaties | Prijzen |
| ------------------------------ | ---------- | ------- |
| El reino                       | 13         | 7       |
| Campeones                      | 11         | 3       |
| Carmen y Lola                  | 8          | 2       |
| Todos lo saben                 | 8          | 0       |
| Quién te cantará               | 7          | 1       |
| La sombra de la ley            | 6          | 3       |
| The Man Who Killed Don Quixote | 5          | 2       |
| Yuli                           | 5          | 0       |
| Viaje al cuarto de una madre   | 4          | 0       |
| El fotógrafo de Mauthausen     | 4          | 0       |
| La noche de 12 años            | 3          | 1       |
| Superlópez                     | 3          | 1       |
| Entre dos aguas                | 2          | 0       |
| La enfermedad del domingo      | 1          | 1       |